# بروديتسكي (محافظة فينيتسا)
بروديتسكي (Бродецьке) هي بلدة من النمط المدني في محافظة فينيتسا في أوكرانيا.